# Urantschimegiin Mönch-Erdene

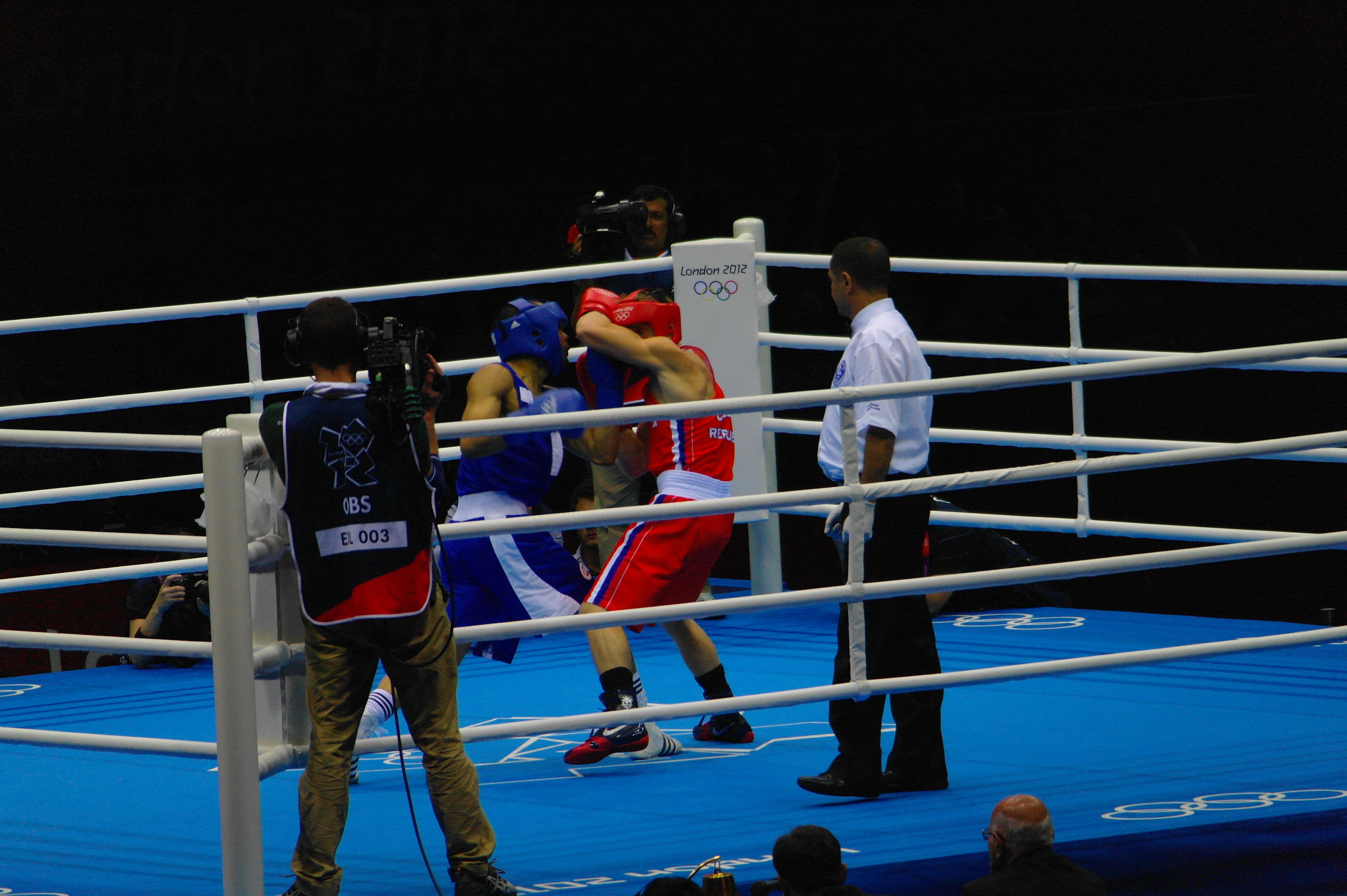
Urantschimegiin Mönch-Erdene (blau)

Urantschimegiin Mönch-Erdene (mongolisch Уранчимэгийн Мөнх-Эрдэнэ; * 20. März 1982 in Arwaicheer, Öwörchangai-Aimag) ist ein mongolischer Boxer im Halbweltergewicht. Mönch-Erdene war Bronzemedaillengewinner der Asienmeisterschaften 2002 und der Weltmeisterschaften 2009 und 2013, Silbermedaillengewinner der Asienspiele 2006 und der Asienmeisterschaften 2013, Goldmedaillengewinner der Asienmeisterschaften 2011, Teilnehmer der Olympischen Spiele 2008 und Bronzemedaillengewinner der Olympischen Spiele 2012.

## Karriere
Bereits mit 17 Jahren nahm Mönch-Erdene erstmals an den Asienmeisterschaften 1999 teil. Er schied im Bantamgewicht (-54 kg) startent jedoch im Viertelfinale gegen den späteren Vizemeister Talaibek Kadyraliev, Kirgisien (13:6). Erst 2002 sah man ihn wieder bei den Asienmeisterschaften als er, diesmal im Federgewicht (-57 kg) startent, nach zwei Siegen im Halbfinale gegen Suttisak Samaksaman, Thailand, verlor und damit die Bronzemedaille gewann. Bei den Asienspielen im selben Jahr schied Mönch-Erdene bereits im ersten Kapf vorzeitig gegen Mehrullah Lassi, Pakistan (RSC 3.), aus.
2003 nahm Mönch-Erdene erstmals an den Weltmeisterschaften teil und scheiterte im Leichtgewicht (-60 kg) nach Siegen über Gheorghe Lungu, Rumänien (20:17), und Khurshed Djuraev, Tadschikistan (34:16), am späteren Vizeweltmeister Pichai Sayotha, Thailand (30:27), im Viertelfinale.
Danach wurde es lange ruhig um Mönch-Erdene und erst 2006 startete er wieder bei den Studentenweltmeisterschaften, bei denen er die Bronzemedaille gewann. Bei den Asienspielen im selben Jahr gewann er nach Siegen u. a. gegen den Vizemeister der Asienspiele 2002 Baik Jong Sub, Südkorea (31:20), und gegen den Olympiateilnehmer von 2004 Bekzod Hidirov, Usbekistan und einer Finalniederlage gegen Hu Qing, China (38:22), die Silbermedaille.
Im Folgejahr schied Mönch-Erdene jedoch bei den Asienmeisterschaften wieder bereits im ersten Kampf gegen Houman Karani, Iran (27:12), aus und auch bei den Weltmeisterschaften 2007 scheiterte er im Halbweltergewicht (-64 kg) nach einem Sieg über  Éverton Lopes, Brasilien (26:19), bereits im zweiten Kampf an Pichai Sayotha, Thailand (27:13). Um die damit verpasste Qualifikation für die Olympischen Spiele doch noch zu erreichen, nahm Mönch-Erdene 2008 an den beiden asiatischen Olympiaqualifikationsturnieren in Bangkok und Astana teil, wobei er in Bangkok frühzeitig an Baik Jong Sub, Südkorea, scheiterte (25:6), jedoch in Astana das Turnier gewann und damit die Olympiaqualifikation erreichte.
Bei den Olympischen Spielen 2008 in Peking gewann Mönch-Erdene gegen Hastings Bwalya, Sambia (12:8), und Boris Georgiew, Bulgarien (10:3), bevor er im Viertelfinale an Alexis Vastine, Frankreich (12:4), scheiterte.
2009 gewann Mönch-Erdene bei den Weltmeisterschaften nach Siegen über Bela Gloner, Slowakei (29:1), Traian Lupu, Rumänien (14:9), Dario Vangeli, Italien (15:4) und Oleksandr Kljutschko, Ukraine (14:12) und einer Halbfinalniederlage gegen den späteren Weltmeister Rosniel Iglesias, Kuba (6:4), die Bronzemedaille.
Seinen bisher größten Erfolg neben der Bronzemedaille bei den Weltmeisterschaften 2009 erkämpfte sich Mönch-Erdene 2011, als er bei den Asienmeisterschaften nach einem Finalsieg über Sang-Hyuk Park, Südkorea (21:8), die Goldmedaille gewann.
Bei den Weltmeisterschaften im selben Jahr erreichte Mönch-Erdene nach Siegen über Babou Mahaman Smaila, Kamerun (20:10), Lyndell Marcellin, St. Lucia (20:6) und Mehdi Tolouti, Iran (24:9), das Viertelfinale, welches er gegen Vincenzo Mangiacapre, Italien (16:11), verlor. Mit diesem 5. Platz qualifizierte er sich jedoch direkt für die Olympischen Spiele 2012 in London.
Bei den Olympischen Sommerspielen 2012 in London gewann Mönch-Erdene nach Siegen in der Vorrunde über Zdenek Chladek, Tschechien (20:12), im Achtelfinale über Richarno Colin, Maritius (15:12), und im Halbfinale knapp über den Lokalmatadoren Thomas Stalker (23:22), und einer Niederlage im Halbfinale gegen Denys Berinchyk, Ukraine (29:21), die Bronzemedaille.
2013 nahm Mönch-Erdene an den Asienmeisterschaften in Amman teil und errang die Silbermedaille. Bei den Weltmeisterschaften im selben Jahr erreichte er nach Siegen u. a. über den Asienmeister von 2009 Sanzharbek Rakhmonov, Usbekistan (2:1), das Halbfinale. In diesem stand ihm der Kubaner Yasniel Toledo gegenüber, dem er mit 3:0 Punktrichterstimmen unterlag.